# Neueröffneter Historischer Bildersaal

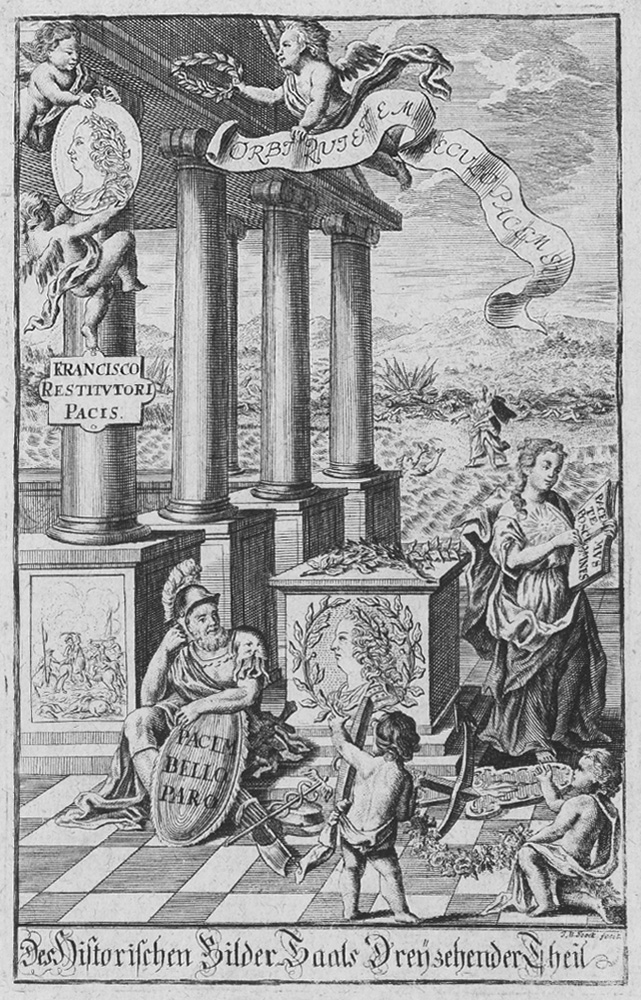
Johann Michael Stock: Titelkupfer zum 13. Band, 1762

Neueröffneter Historischer Bildersaal oder kurz Historischer Bildersaal / Historischer Bilder-Saal war eine Buchreihe im 17. und 18. Jahrhundert. Sie wurde 1692 als „Neu-eröffneter Historischer Bilder-Saal“ begonnen und bis 1782 mit insgesamt 17 Bänden fortgesetzt. Dabei waren teilweise einzelne Bände nochmals in Teil 1 und 2 aufgeteilt, sodass insgesamt deutlich mehr als 17 verschiedene Bücher erschienen.

## Publikationsgeschichte
Im Jahr 1692 brachte der Historiker Andreas Lazarus von Imhof (1656–1704) den ersten Band seines Geschichtswerkes heraus, welches sich nachfolgend enormer Beliebtheit erfreuen sollte. Das Werk war zunächst mit fünf Teilen konzipiert. Imhof selbst, der Geheimer Rat am Hofe des Herzogs von Pfalz-Sulzbach war, wirkte wohl bei den ersten fünf Bänden noch mit, der sechste und siebte Band erschienen nach seinem Tod. Bis 1782 führte man das Werk fort, das "von Anfang der Welt biß auf unsere Zeiten" sämtliche historische – und aktuelle – Begebenheiten schildern wollte. Der Erfolg der Reihe lässt sich an den zahlreichen Auflagen erkennen: Schon 1704 waren die ersten bis dato herausgegebenen Bände bereits in dritter Auflage erschienen, die letzte Neuauflage erschien wohl von 1740 bis 1744.
Ab 1703 erschien in Leiden auch eine Ausgabe in französischer Übersetzung Le Grand Theatre Historique, Ou Nouvelle Histoire Universelle.

## Inhalt und Intention
Der Vorrede nach war Imhof zu Beginn bestrebt, ein Geschichtslehrbuch herauszugeben, das die (überwiegend europäische) Weltgeschichte von der Schöpfung bis zur Regierungszeit von Leopold I. (damaliger Kaiser des HRR) beinhalten sollte. Als Zielgruppe war insbesondere die Jugend vorgesehen, wie dem Titel der Erstausgabe zu entnehmen ist: "Der Lehr-begierigen Jugend zu sonderbaren Nutzen und Erleuchterung also herausgegeben." Das Werk wurde mit ungewöhnlich vielen Kupferstichen illustriert. So war bereits der erste Band "in mehr als 900 Kupfferstücken gar kennlich fürgestellet" und die Folgebände sollten z. T. sogar noch mehr Kupferstiche enthalten. Nach Imhofs Tod 1704 wurde die Reihe weiterhin herausgegeben und neue Bände erschienen. Damit gewann das Werk im 18. Jahrhundert unter Zeitgenossen eher den Charakter eines aktuellen Zeitspiegels denn einer historischen Einführung, als welche sie ursprünglich von Imhof vorgesehen worden war. Die Bände zum frühen 18. Jahrhundert gerieten auch wesentlich ausführlicher als die Bände zur älteren Geschichte: Waren in den ersten Bänden jeweils Hunderte von Jahren abgehandelt worden, so umfasste etwa Band 7 lediglich noch die Jahre 1705–1713/14, spätere Bände sollten sogar noch weniger Jahre umfassen.
Ähnlich dem bekannteren Werk des 17. und frühen 18. Jahrhunderts – dem Theatrum Europaeum – war auch Imhofs Chronik eine Mischung aus Politik, Alltagsgeschichte und zahlreichen weiteren Aspekten. So können in seinen Werken etwa neben der Beschreibung großer Schlachten auch Darstellungen von Missgeburten, Kometen oder Kriminalprozessen vorkommen.

## Bedeutung des Werkes
Der Historische Bildersaal ist bei Büchersammlern beliebt und wird auch von Historikern gelegentlich genutzt. Der Historische Bildersaal bildet in seinen zeitgeschichtlichen Teilen quasi einen nahtlosen Anschluss an das epochale Werk des Theatrum Europaeum, das von 1633 bis 1738 erschien und den Zeitraum von 1618 bis 1718 abdeckte. Gleichwohl sind die Schilderungen des Historischen Bildersaals (wie auch die des Theatrum Europaeum) nur bedingt als Quelle zu gebrauchen. Die zahlreichen Illustrationen (mehrere Tausend) sind in den zeitgeschichtlichen Darstellungen des frühen 18. Jahrhunderts von Interesse.

## Ausgabenübersicht
| Band  | Abgedeckter Zeitraum       | Ausgabe  | Ausgabe | Ausgabe | Ausgabe |
| Band  | Abgedeckter Zeitraum       | I.       | II.     | III.    |         |
| 1.    | Schöpfung – Christi Geburt | 1692     | 1712    | 1744    |         |
| 2.    | Christi Geburt – 800       | 1693     |         |         |         |
| 3.    | 800 – 1347                 | 1694     |         |         |         |
| 4.    | 1347–1658                  | 1695     |         |         |         |
| 4.[2] | 1658–1705                  | 1695     |         |         |         |
| 5.    | 1658–1705                  | 1701     |         |         |         |
| 6.    | 1700–1710                  | 1710     |         |         |         |
| 6.[2] | 1705–1711                  | 1714     |         |         |         |
| 7.    | 1705–1714                  | 1719     |         |         |         |
| 7.2   | 1709–1714                  | 1719     |         |         |         |
| 8.    | 1714–1718                  | 1740     |         |         |         |
| 8.2   | 1719–1723                  | 1740     |         |         |         |
| 9.    | 1723–1733                  | ca. 1740 |         |         |         |
| 9.2   | 1729–1733                  | ca. 1740 |         |         |         |
| 10.   | 1734–1743                  | 1744     |         |         |         |
| 11.   | 1744–1749                  | 1752     |         |         |         |
| 11.2  | 1747–1749                  | 1752     |         |         |         |
| 12.   | 1749–1756                  | 1761     |         |         |         |
| 13.   | 1756–1760                  | 1762     |         |         |         |
| 14.   | 1761–1765                  | 1766     |         |         |         |
| 15.   | 1765–1770                  | 1773     |         |         |         |
| 16.   | 1771–1775                  | 1779     |         |         |         |
| 17.   | 1776–1777                  | 1782     |         |         |         |